# Gaffney
Gaffney è una città degli Stati Uniti d'America, situata nella Contea di Cherokee nello Stato della Carolina del Sud.
Il personaggio di finzione Frank Underwood, protagonista della serie televisiva House of Cards, è originario di questa città.